# سوت ال مونته (کالیفرنیا)
سوت ال مونته (به انگلیسی: South El Monte) شهری در شهرستان لس‌آنجلس، کالیفرنیا ایالت کالیفرنیا است که در سرشماری سال ۲۰۱۰ میلادی، ۲۰۱۱۶ نفر جمعیت داشته‌است.